# Spiraeanthus schrenckianus
Spiraeanthus schrenckianus är en rosväxtart som först beskrevs av Carl Anton von Meyer, och fick sitt nu gällande namn av Carl Maximowicz. Spiraeanthus schrenckianus ingår i släktet Spiraeanthus och familjen rosväxter. Inga underarter finns listade i Catalogue of Life.